# Escolástica
Escolástica, escolasticismo (do latim scholasticus, derivado do grego σχολαστικός /skʰo.las.ti.kós/, "pertence à escola", "instruído", "sábio") ou filosofia escolástica é um método ocidental de pensamento crítico e de aprendizagem, com origem nas escolas monásticas cristãs, que concilia a fé cristã com um sistema de pensamento racional, especialmente o da filosofia grega (razão aristotélica e platônica). Colocando ênfase na dialética para ampliar o conhecimento por inferência e resolver contradições.
Escolástica foi o método crítico dominante no ensino nas universidades medievais europeias no período dos séculos IX ao XVI, que surgiu da necessidade de responder às exigências da fé. É mais um método de aprendizagem do que uma teologia. A obra-prima de Tomás de Aquino, denominado Summa Theologica, é, frequentemente, vista como exemplo maior da escolástica.
Um trabalho importante na tradição escolar tem sido realizado desde a época de Tomás de Aquino, por exemplo, por Francisco Suárez e Luis de Molina e também entre pensadores luteranos e reformados. O legado histórico do escolasticismo não reside em descobertas científicas específicas, mas em lançar as bases para o desenvolvimento das ciências naturais.

## Pensamento escolástico
De acentos notadamente cristãos, a escolástica surgiu da necessidade de responder às exigências da fé, ensinada pela Igreja, considerada então como a guardiã dos valores espirituais e morais de toda a Cristandade. Por assim dizer, responsável pela unidade de toda a Europa, que comungava da mesma fé. Essa linha vai do começo do século IX até ao fim do século XVI, ou seja, até ao fim da Idade Média. Esse pensamento cristão deve o seu nome às artes ensinadas na altura pelos académicos (escolásticos) nas escolas medievais. Essas artes podiam ser divididas em Trivium (gramática, retórica e lógica) e Quadrivium (aritmética, geometria, astronomia e música). A escolástica resulta essencialmente do aprofundar da filosofia.
A filosofia, que, até então, possuía traços marcadamente clássicos e helenísticos, sofreu influências da cultura judaica e da cristã a partir do século V, quando pensadores cristãos perceberam a necessidade de aprofundar uma fé que estava amadurecendo, em uma tentativa de harmonizá-la com as exigências do pensamento filosófico. Alguns temas que antes não faziam parte do universo do pensamento grego, tais como Providência e Revelação Divina e Criação, passaram a fazer parte de temáticas filosóficas. A escolástica possui uma constante de natureza neoplatônica, que conciliava elementos da filosofia de Platão com valores de ordem espiritual, reinterpretadas pelo Ocidente cristão. E mesmo quando Tomás de Aquino introduz elementos da filosofia de Aristóteles no pensamento escolástico, essa constante neoplatônica ainda é presente.
Basicamente, a questão-chave que vai atravessar todo o pensamento escolástico é a harmonização de duas esferas: a fé e a razão. O pensamento de Agostinho, mais conservador, defende uma subordinação maior da razão em relação à fé, por crer que esta venha restaurar a condição decaída da razão humana. Enquanto que a linha de Tomás de Aquino defende uma certa autonomia da razão na obtenção de respostas, por força da inovação do aristotelismo, apesar de em nenhum momento negar tal subordinação da razão à fé.
Para a escolástica, algumas fontes eram fundamentais no aprofundamento de sua reflexão, por exemplo os filósofos antigos, a Bíblia e os Padres da Igreja, autores dos primeiros séculos cristãos que tinham sobre si a autoridade de fé e de santidade.

## Principais representantes
O pensador máximo da Escolástica claramente é São Tomas de Aquino, podemos deixar isso em evidencia pelo fato de dividirmos a Escolástica em pré-tomistas e pós-tomistas.[carece de fontes?]
Os principais pré-tomistas são: João Escoto Erígena (que criou uma estrutura quaternária da natureza para provar a existência de Deus) e Anselmo de Cantuária (este afirmava que se podemos imaginar no nosso intelecto algo perfeito como Deus, isso em si já é prova de que ele exista de fato - Pensamento muito polêmico e refutado, principalmente por Gaunilode Marmoutiers, este afirmava que se somos capazes de imaginar uma ilha maior do que todas as ilhas, isso não quer dizer que ela necessariamente exista).[carece de fontes?]
O principal pós-tomista certamente foi Guilherme de Ockham.[carece de fontes?]
Outros nomes da escolástica são: Anselmo de Cantuária, Alberto Magno, Robert Grosseteste, Roger Bacon, Boaventura de Bagnoreggio, Pedro Abelardo, Bernardo de Claraval, João Escoto Erígena, João Duns Escoto, Jean Buridan, Nicole Oresme.[carece de fontes?]

## Neoescolástica
Neoescolástica ou neotomismo  é a revitalização da filosofia escolástica, da Idade Média, que ocorreu a partir da segunda metade do século XIX. Não é só a ressurreição de uma filosofia, mas sim uma regeneração da philosophia perennis (ou metafísica), que surgiu na Grécia Antiga e, nunca deixou de existir. Às vezes, chamada de "o tomismo neoescolástico", em parte porque foi Tomás de Aquino que deu forma final à escolástica no século XIII, devido a ideia de que só o tomismo poderia infundir vitalidade na escolástica do século XX. Na primeira metade do século XX, importantes escolas neotomistas foram criadas, entre as quais estão as de Leuven (Bélgica), Laval (Canadá) e de Washington (EUA).
Também é comum usar o termo "neoescolástica" para qualificar a escola do século XVI, em Salamanca (Francisco de Vitória, Domingo de Soto, Luis de Molina, Francisco Suárez etc.), uma corrente de pensamento de grande influência na história da teologia, filosofia, direito e economia e crucial para a compreensão da cultura espanhola posterior, sendo que inclusive a grande crítica que a Igreja fará do juros se fará a partir de textos de Aristóteles.
É necessário distinguir dois sentidos do termo "neoescolasticismo": o primeiro, como uma tentativa de reviver a tradição da escolástica medieval e seus conceitos fundamentais e o segundo, uma escola de pensamento ligada à Igreja Católica que se propunha a realizar uma nova síntese de fé cristã com o racionalismo moderno. A esse respeito, o papa Leão XIII, em sua encíclica Aeterni Patris (1879), afirmou que a doutrina tomista, desenvolvida por Tomás de Aquino, deve ser a base de toda filosofia cristã. O apoio incondicional da Igreja Católica ao tomismo promoveu o aparecimento de neoescolástica. 
A encíclica Aeterni Patris foi parte de um movimento do Vaticano no sentido de abordar os problemas de seu tempo em muitas áreas. Foi colocada, então, a necessidade de construir uma nova filosofia cristã, pretendendo-se retornar à velha filosofia escolástica. Assim, a neoescolástica tentou resgatar o valor da objetividade contra o relativismo, destacando o valor do realismo contra o idealismo e promovendo o valor do personalismo.[carece de fontes?]